# Tai Tzu-Ying
Tai Tzu-Ying (20 de junio de 1994) es una deportista taiwanesa que compite en bádminton, en la modalidad individual.
Participó en dos Juegos Olímpicos de Verano en los años 2020 y 2024, obteniendo una medalla de plata en Tokio 2020 en la prueba individual. Ganó dos medallas en el Campeonato Mundial de Bádminton, plata en 2021 y bronce en 2022.

## Palmarés internacional
| Juegos Olímpicos   | Juegos Olímpicos | Juegos Olímpicos  | Juegos Olímpicos |
| Año                | Lugar            | Medalla           | Prueba           |
| ------------------ | ---------------- | ----------------- | ---------------- |
| 2020               | Tokio (Japón)    | Medalla de plata  | Individual       |
| Campeonato Mundial |                  |                   |                  |
| Año                | Lugar            | Medalla           | Prueba           |
| 2021               | Huelva (España)  | Medalla de plata  | Individual       |
| 2022               | Tokio (Japón)    | Medalla de bronce | Individual       |